# 아리스티데 과르네리
아리스티데 과르네리(이탈리아어: Aristide Guarneri aˈristide ɡwarˈnɛːri[*], 1938년 3월 7일~)는 이탈리아의 전 축구 선수로, 현역 시절 수비수로 활약했다. 처음에 측면 수비를 맡던 그는 이후 중앙 수비수로 기용되었고, 이 위치에서 예측력, 견제, 대인 방어, 그리고 경기를 읽는 능력으로 두각을 나타냈다. 과르넬리는 "경기의 신사"로 수식되었는데, 그는 끈질긴 수비수임에도 불구하고 현역 시절에 퇴장을 받은 적이 없었기 때문이었다.

## 구단 경력
과르네리는 코도냐에서 축구를 시작했고, 1957년에 코모 신고식을 치렀으며, 이후 인테르나치오날레, 볼로냐, 나폴리를 거쳐 활약했고, 1973년에 크레모네세에서 은퇴했다. 그는 대게 위대한 인테르 시절에 엘레니오 에레라 휘하에서 1958년부터 1967년까지 인테르나치오날레 주축 선수로 활약했으며, 1969-70 시즌에 복귀하여 3경기 더 출전했다. 그는 1964년과 1965년에 인테르나치오날레의 유러피언컵 2연패 주역이기도 했고, 세리에 A도 3번, 1964년과 1965년에 인터콘티넨털컵도 2번 우승했다. 그는 비록 코파 이탈리아를 우승한 적이 없지만, 1964-65 시즌 결승전에 출전했고, 인테르나치오날레는 그 시즌에 트레블을 놓쳤다.

## 국가대표팀 경력
과르네리는 1963년부터 1968년까지 이탈리아 국가대표팀 경기에 21번 출전해 1966년에 레프 야신이 버티는 소련을 상대로 1번밖에 없는 국가대표팀 득점을 올렸다. 그는 1963년 5월 12일에 전년도 월드컵에서 세계 정상에 오른 브라질과의 친선경기에서 첫 국가대표팀 경기를 치렀는데, 이탈리아는 이 경기를 3-0으로 완승을 거두었다. 그는 이후 이탈리아 국가대표팀 일원으로 1966년 월드컵에 참가해 1경기를 출전했고, 이탈리아 안방에서 열린 유로 1968에 참가해 대륙 정상에 올랐다.

## 수상

### 구단
인테르나치오날레
- 세리에 A: 1962–63, 1964–65, 1965–66
- 유러피언컵: 1963-64, 1964-65
- 인터콘티넨털컵: 1964, 1965

### 국가대표팀
이탈리아
- 유럽 선수권 대회: 1968